# Англебер, Жан-Анри д’
Жан-Анри д’Англебе́р (фр. Jean-Henri d’Anglebert; 1 апреля 1629, Бар-ле-Дюк — 23 апреля, 1691, Париж) — французский клавесинист
, органист, композитор и музыкальный педагог эпохи барокко.

## Очерк биографии и творчества
Отец д'Англеберта Клод-Анри  был богатым сапожником в Бар-ле-Дюк. Мало что известно о ранних годах композитора и музыкальном образовании, вероятно первым учителем был Жак Шамбоньер. В 1650-х годах работал органистом в доминиканском монастыре св. Гонората Амьенского на Рю-Сент-Оноре в Париже (позже в этом помещении располагался так называемый Якобинский клуб). В 1660-68 — клавесинист при дворе Филиппа I, герцога Орлеанского. Вероятный ученик Ж.Шамбоньера, д’Англебер в 1668 году унаследовал от него пост придворного клавесиниста Людовика XIV (официальное название его должности — фр. ordinaire de la Musique de la Chambre du Roi), на котором оставался до конца жизни.
Из сочинений д’Англебера ныне наиболее известен сборник «Пьесы для клавесина» (фр. Pièces de clavecin), который был опубликован в 1689 году в Париже. Сборник содержит четыре танцевальные сюиты. Три из четырёх сюит открываются специфическими для стилистики раннебарочной инструментальной музыки, так называемыми «неритмизованными», прелюдиями, за которыми следуют привычные (метрически определённые) танцевальные пьесы, тематическая основа которых — собственная музыка д’Англебера, а также народная французская и испанская музыка и (в большом количестве) оркестровая музыка Люлли. В тот же сборник включены пять органных фуг (на одну тему) и 4-голосное органное Kyrie, демонстрирующих мастерство д’Англебера-полифониста.
Ценность изданию придаёт таблица музыкальных орнаментов, где д’Англебер описал ряд новых графем для мелизмов (позже вошли во всеобщее употребление), а также (в приложении) — небольшой учебник по технике basso continuo «Les principes de l’accompagnement». «Орнаментальной таблицей» д’Англебера пользовались выдающиеся музыканты последующих поколений Ф.Куперен, Ж.-Ф.Рамо, И. С. Бах.
Помимо этого сборника сохранились три рукописи с клавесинной музыкой Англебера — главным образом, обработки лютневой музыки XVII века — Р.Месанжо, Э.Готье, Д.Готье, Ж.Пинеля и др. композиторов.